# Roxas (Isabela)
Roxas (Filipino: Bayan ng Roxas) ist eine philippinische Stadtgemeinde in der Provinz Isabela, Verwaltungsregion II, Cagayan Valley. Sie hat 23.784 Einwohner (Zensus 1. August 2015), die in 26 Barangays lebten. Sie wird als Gemeinde der ersten Einkommensklasse auf den Philippinen und als teilweise urbanisiert eingestuft. Sie wurde am 1. Juli 1948 gegründet und nach dem ersten Präsidenten der zweiten philippinischen Republik benannt, durch Elpidio Quirino.
Roxas liegt im westlichen Teil der Provinz, am Fuß des Gebirgsmassives der Cordillera Central, im Tal des Cagayan-Rivers. Sie liegt 385 km nördlich von Manila und ist über den Marhalika Highway erreichbar. Der nächste Flughafen liegt in Cauayan City, dieser wird von der Fluglinie Cebu Pacific viermal die Woche angeflogen. Ihre Nachbargemeinden sind San Manuel im Süden, Burgos im Osten, Paracelis im Westen, Quirino im Nordosten und Mallig im Norden.

## Baranggays
| - Anao - Bantug - Doña Concha - Imbiao - Lanting - Lucban - Luna - Marcos - Masigun - Matusalem - Muñoz East - Muñoz West - Quiling | - Rang-ayan - Rizal - San Antonio - San Jose - San Luis - San Pedro - San Placido - San Rafael - Simimbaan - Sinamar - Sotero Nuesa - Villa Concepcion - Vira |

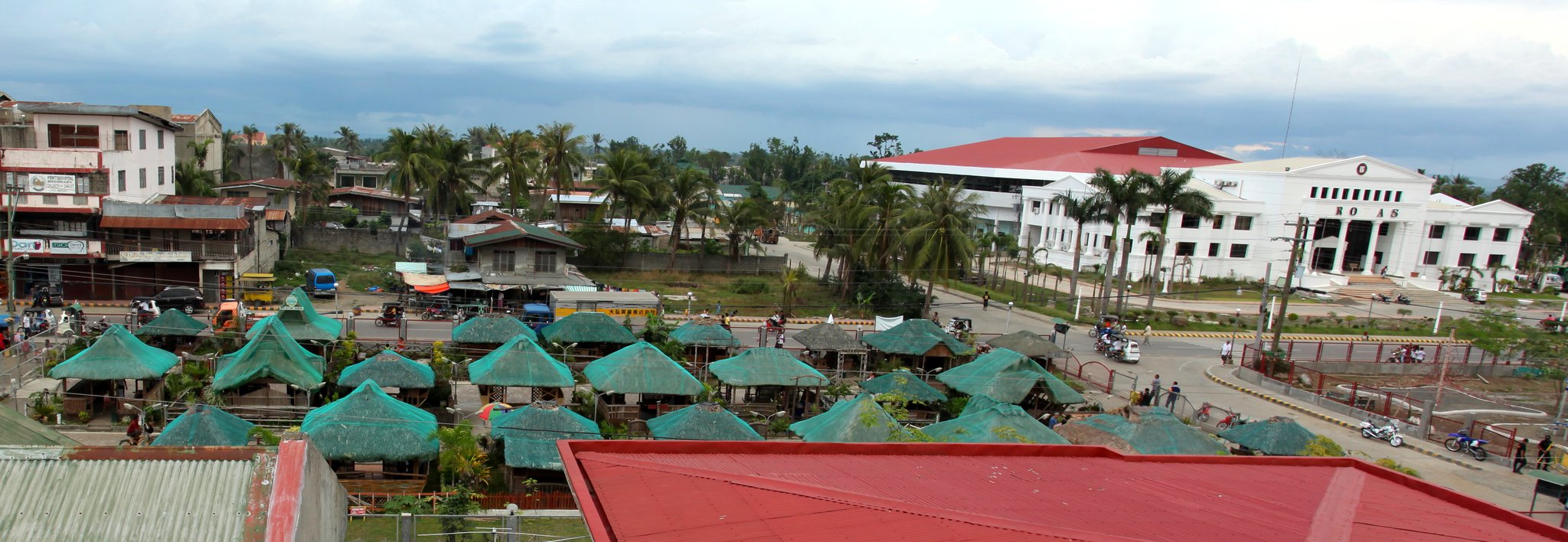
Rathaus und Marktplatz von Roxas
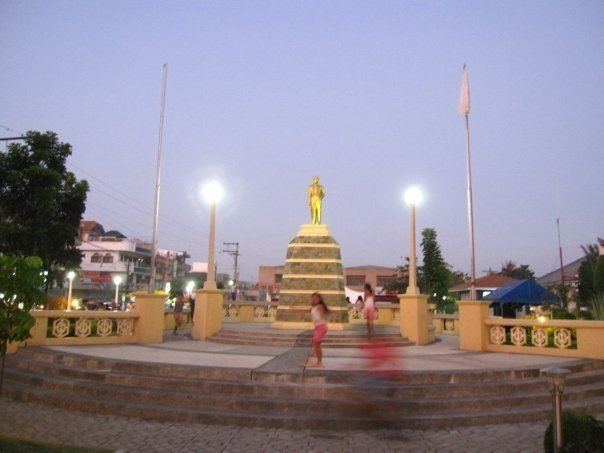
Manuel Roxas Statue